# Papua-Neuguinea
Papua-Neuguinea ([ˈpaːpu̯a nɔɪ̯giˈneːa], Tok Pisin Independen Stet bilong Papua Niugini) ist nach Indonesien und Madagaskar der flächenmäßig drittgrößte Inselstaat der Welt. Er liegt im Pazifik, wird zum australischen Kontinent gerechnet und umfasst den Osten der Insel Neuguinea (Westneuguinea gehört zu Indonesien) sowie mehrere vorgelagerte Inseln und Inselgruppen.

## Geographie
Etwa 80 % der Landesfläche werden vom Ostteil der gebirgigen Insel Neuguinea eingenommen. Daneben gibt es eine Reihe von Inseln und Inselgruppen. Papua-Neuguinea ist Teil des pazifischen Großraums Melanesien, der von Neuguinea bis zu den Fidschi-Inseln im Osten reicht. Geografisch liegt Neuguinea am Rande des tiefen Ozeanbeckens auf einem stark verformten, bis heute vulkanisch aktiven Teil der Erdkruste. Vom Miozän bis zum Pleistozän faltete sich die Erdoberfläche hier stark und schuf die Buchten, Gebirge und Inselketten des Landes.

### Geologie
Die ganze Insel wird von einem etwa 200 Kilometer breiten, verästelten Gebirge durchzogen, das von steilen Tälern und wenig zugänglichen Ebenen geprägt ist. Diese Landesnatur begünstigte die isolierte Stammesbildung, wie sie in Neuguinea stattgefunden hat. Höchster Berg in Papua-Neuguinea ist der Mount Wilhelm mit 4509 Metern, knapp unterhalb der ganzjährigen Schneegrenze.
Die Landschaften sind äußerst vielfältig und abwechslungsreich. In den durch starke Höhenunterschiede gekennzeichneten Gebirgen befinden sich spitze Bergkuppen, breite Täler, Gletscher, Regenwald, Vulkane, Grasflächen, Hochgebirgswald und alpine Ebenen. Zwischen Gebirge und Küstenland befinden sich Mangrovensümpfe, Savannen sowie fruchtbares Schwemmgebiet von Flüssen und Regenwald. Der längste Fluss Papua-Neuguineas ist der 1126 Kilometer lange Sepik. Vor der Nordküste liegen ausgedehnte Korallenriffe.
Nach Grönland ist Neuguinea die zweitgrößte Insel der Erde und wird weiträumig von zahlreichen Inselgruppen umgeben, die geographisch in vier Hauptgruppen unterteilt werden können.

### Klima
|                       | Jan   | Feb   | Mär   | Apr   | Mai   | Jun   | Jul   | Aug  | Sep  | Okt   | Nov   | Dez   |   |         |
| Mittl. Tagesmax. (°C) | 30,8  | 30,6  | 30,6  | 30,6  | 30,7  | 30,4  | 30,2  | 30,2 | 30,5 | 30,9  | 31,2  | 30,9  | ⌀ | 30,6    |
| Mittl. Tagesmin. (°C) | 23,9  | 23,8  | 23,9  | 23,8  | 23,9  | 23,7  | 23,4  | 23,7 | 23,6 | 23,8  | 23,9  | 23,9  | ⌀ | 23,8    |
|                       |       |       |       |       |       |       |       |      |      |       |       |       |   |         |
| Niederschlag (mm)     | 343,8 | 292,0 | 329,8 | 389,4 | 343,4 | 186,4 | 144,2 | 93,8 | 82,6 | 239,2 | 280,2 | 382,0 | Σ | 3.106,8 |
|                       |       |       |       |       |       |       |       |      |      |       |       |       |   |         |
| Regentage (d)         | 23    | 21    | 23    | 23    | 21    | 18    | 15    | 12   | 11   | 15    | 19    | 23    | Σ | 224     |

| 23,9 |

| 23,8 |

| 23,9 |

| 23,8 |

| 23,9 |

| 23,7 |

| 23,4 |

| 23,7 |

| 23,6 |

| 23,8 |

| 23,9 |

| 23,9 |

| 23,9 |

| 23,8 |

| 23,9 |

| 23,8 |

| 23,9 |

| 23,7 |

| 23,4 |

| 23,7 |

| 23,6 |

| 23,8 |

| 23,9 |

| 23,9 |

Im Hochland kann es nachts Frost geben, an den Küsten ist es dagegen ganzjährig tags und nachts um die 30 Grad Celsius warm. Während es im benachbarten Nordaustralien meist heißer, aber trockener ist, gibt es an den Küsten Neuguineas oft eine tropisch hohe Luftfeuchtigkeit. An einigen Küstenstrichen ist die Feuchtigkeit extrem hoch. Die vom Gebirge heruntergeleiteten Passat- und Monsunwinde bringen dem ganzen Land regelmäßig tropische Regenschauer.

### Ökologie
In Neuguinea konnte sich im Laufe der Erdgeschichte eines der fünf Zentren der größten Biodiversität auf der Erde entwickeln. Mit dieser besonders großen Artenvielfalt und Biodiversität, ausgesprochen vielen endemischen Arten, Gattungen und Familien von Pflanzen und Tieren sowie vielfältigen Ökosystemen wird Papua-Neuguinea zu den Megadiversitätsländern dieser Erde gerechnet. Überdies gilt diese Vielfalt international nicht als gefährdet, so dass die Insel nicht als Hotspot der Biodiversität geführt wird.

### Humangeografie

#### Verwaltungsgliederung
Das Land ist seit dem 17. Mai 2012 in 20 Provinzen, die autonome Region Bougainville und den Hauptstadt-Distrikt National Capital District eingeteilt.
Im Allgemeinen werden Küstenprovinzen, Hochlandprovinzen und Inselprovinzen unterschieden. Außerdem kann man die Provinzen, die im ehemaligen Mandatsgebiet der früheren deutschen Kolonie Neu-Guinea liegen, von denen des australischen Papua-Neuguineas trennen.
Auf dem Gebiet des ursprünglichen Deutsch-Neu-Guinea liegen (von West nach Ost)
die Hochlandprovinzen Enga, Western Highlands, Jiwaka, Simbu (früherer Name: Chimbu), und Eastern Highlands;
die Inselprovinzen Bougainville (autonome Region, früher: North Solomons), West New Britain, East New Britain, New Ireland und Manus;
die Nordküstenprovinzen Sandaun (früher: West Sepik), East Sepik, Madang und Morobe.
Auf dem Gebiet des ursprünglich australischen Territoriums Papua liegen (von West nach Ost)
die Hochlandprovinzen Southern Highlands und Hela;
die Südküstenprovinzen Fly River (auch: Western), Gulf und Central (mit dem National Capital District um Port Moresby);
die Provinzen an der Ostküste Oro (früher: Northern) und Milne Bay (mit östlichen kleinen Inseln).

#### Städte
Im Jahr 2023 lebten 14 Prozent der Einwohner Papua-Neuguineas in Städten. Die größten Städte sind (Stand Zensus 2011):
1. Port Moresby 364.125 Einwohner
2. Lae 148.934 Einwohner
3. Wewak 37.825 Einwohner
4. Madang 35.971 Einwohner
5. Mount Hagen 29.765 Einwohner

## Bevölkerung

### Demografie

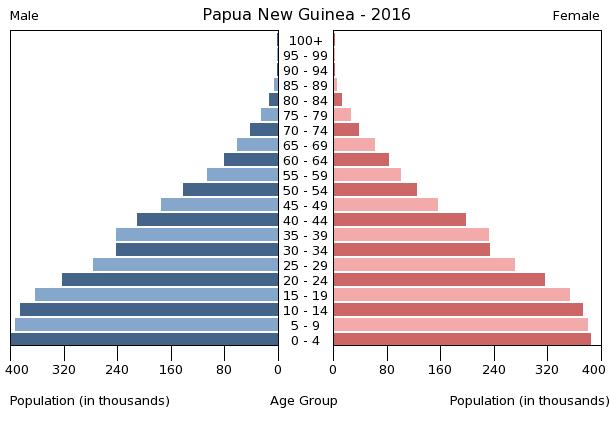
Bevölkerungspyramide von Papua-Neuguinea 2016

Papua-Neuguinea hatte 2023 10,3 Millionen Einwohner. Das jährliche Bevölkerungswachstum betrug + 1,8 %. Zum Bevölkerungswachstum trug ein Geburtenüberschuss (Geburtenziffer: 25,1 pro 1000 Einwohner vs. Sterbeziffer: 6,5 pro 1000 Einwohner) bei. Die Anzahl der Geburten pro Frau lag 2022 statistisch bei 3,2, die der Region Ostasien und Ozeanien betrug 1,5. Die Lebenserwartung der Einwohner Papua-Neuguineas ab der Geburt lag 2022 bei 66 Jahren. Der Median des Alters der Bevölkerung lag im Jahr 2021 bei 21,8 Jahren. Im Jahr 2023 waren 33,9 Prozent der Bevölkerung unter 15 Jahre, während der Anteil der über 64-Jährigen 3,3 Prozent der Bevölkerung betrug.
| Jahr | Einwohnerzahl | Jahr | Einwohnerzahl |
| ---- | ------------- | ---- | ------------- |
| 1950 | 1.674.000     | 1990 | 4.313.000     |
| 1960 | 2.011.000     | 2000 | 5.572.000     |
| 1970 | 2.528.000     | 2010 | 7.108.000     |
| 1980 | 3.304.000     | 2020 | 9.750.000     |

### Bevölkerungsstruktur
Die Mehrheit der Bevölkerung besteht aus Papua, die sich in 700 bis 1000 Volksgruppen mit jeweils eigener Sprache und Kultur sowie teils auch eigener Religion unterteilen. Sie wohnen zu 90 % im unwegsamen Bergland der Insel und leben größtenteils traditionell in Familienverbänden. Die Zahl der mehrheitlich melanesischen ethnischen Gruppen ist allerdings noch größer. Melanesier leben vor allem in Küstennähe und auf den Inseln. Zudem gibt es Minderheiten von Mikronesiern, Polynesiern und Europäern (unter anderem Deutsche).
Das Mitglied einer ethnischen Gemeinschaft bezeichnet man als Wantok (von engl. one talk), da sich die Zugehörigkeit zu einem Volk in erster Linie durch die Verwendung der gleichen Sprache bestimmt. Es kann immer auf die Hilfe der Gemeinschaft zählen, muss dabei aber auch große Verpflichtungen eingehen. Das Wantok-System zieht sich durch sämtliche staatlichen und privaten Strukturen.
Im Jahre 2017 waren 0,4 % der Bevölkerung im Ausland geboren.

### Sprachen
Papua-Neuguinea ist traditionell ein Land mit sehr großer sprachlicher Vielfalt. In der Bevölkerung werden insgesamt 839 verschiedene Sprachen und Dialekte gesprochen (je nach Angabe zwischen 11 % und 25 % der lebenden Sprachen der Welt). Vor dem Hintergrund spielt die von Teilen der Bevölkerung gesprochene Sprache Hiri Motu, eine auf der Motu-Sprache basierende Kreolsprache, eine große Rolle für die nationale Einigung. Hierbei handelt es sich um eine melanesisch-papuanische Mischsprache. Ihre Bedeutung schwindet allerdings angesichts des wachsenden Einflusses der Pidginsprache Tok Pisin, die sich selbst zu einer ausgewachsenen Kreolsprache entwickelt hat. Tok Pisin wird von immer mehr Menschen als Muttersprache beherrscht und gilt als bedeutendere Verkehrssprache. Hiri Motu wird dagegen inzwischen von weniger als zwei Prozent der Bevölkerung gesprochen.
Die ehemalige Amtssprache Deutsch ist im Land nahezu verschwunden, die australische Besatzungsmacht verdrängte die deutsche Sprache nach dem Ersten Weltkrieg weitgehend durch die englische. Lediglich eine auf dem Deutschen basierende Kreolsprache, das Unserdeutsch, wurde 2004 noch von etwa 100 Menschen gesprochen. Englisch wird hingegen inzwischen von ein bis zwei Prozent der Bevölkerung als Muttersprache verwendet.

### Religion
Aufgrund der Missionsarbeit von Missionaren aus dem Deutschen Kaiserreich gehört die Mehrheit der Bevölkerung zu christlichen Gemeinschaften. Gemäß der Volkszählung von 2011 waren insgesamt 95,6 % der Einwohner Christen. Weniger als 2 % waren Nicht-Christen, während 3 % keine Religion angaben. Seit dem Jahr 2000 lag der Anteil der Christen konstant bei 96 %, während der Anteil der Nichtchristen bei weniger als 2 % lag. Die traditionellen Religionen sind durch Missionierung seit Anfang des 20. Jahrhunderts stark zurückgegangen. In der Volkszählung von 2011 wurden keine Anhänger der einheimischen Glaubensrichtungen mehr gesondert ausgewiesen. Die traditionelle Musik Neuguineas ist Bestandteil der verbliebenen Kulte und der Dorffeste (sing-sing). Die garamut genannten hölzernen Schlitztrommeln werden an der Nordküste und auf vorgelagerten Inseln bei Zeremonien geschlagen. Es gibt kleine Minderheiten von Bahai und Moslems.

### Bildung
Große Teile der über 15-jährigen Bevölkerung sind Analphabeten (35,8 % aller Männer, sowie 37,2 % aller Frauen über 15). Viele Schulen sind in kirchlicher Trägerschaft. Darunter sind etwa 500 Schulen in Trägerschaft der Evangelisch-Lutherischen Kirche von Neuguinea. Im Land gibt es mehrere Universitäten, von denen die drei größten die folgenden sind:
- Divine Word University der Steyler Missionare in Madang
- University of Papua New Guinea in Port Moresby
- University of Technology in Lae

### Gesundheit
Die Gesundheitsausgaben des Landes betrugen im Jahr 2021 2,3 % des Bruttoinlandsprodukts. Im Jahr 2018 praktizierten in Papua-Neuguinea 0,6 Ärztinnen und Ärzte je 10.000 Einwohner. Die Sterblichkeit bei unter 5-jährigen betrug 2022 41,4 pro 1000 Lebendgeburten.
Die Lebenserwartung der Einwohner Papua-Neuguineas ab der Geburt lag 2022 bei 66 Jahren (Frauen: 69,2, Männer: 63,4).
Die Lebenserwartung stieg von 61,7 Jahren im Jahr 2000 bis 2022 um 7 %.

## Geschichte

### Vorkoloniale Zeit
Das Gebiet der heutigen Insel Neuguinea war vor 60.000 bis 50.000 Jahren, als es erstmals von Menschen besiedelt wurde, der nördliche Teil von Sahul, einer zusammenhängenden Landmasse, die auch den gesamten Kontinent Australien umfasste. Im Zuge des Abschmelzens der Gletscher zu Ende der letzten Eiszeit stieg der Meeresspiegel bis vor etwa 6000 Jahren; die Landverbindung zum heutigen australischen Festland ging vor etwa 8000 Jahren verloren. Weite Küstengebiete wurden überflutet, was das Wissen über frühe Küstenkulturen stark einschränkt. Auf der Insel bildete sich eine starke Diversifizierung mit unzähligen kleinen voneinander isolierten Stämmen heraus, so dass es noch heute auf Neuguinea ungefähr 800 Sprachen gibt. Vor mehr als 2000 Jahren besiedelten Menschen der austronesischen Sprachfamilie vorwiegend die Küstengebiete Neuguineas, da diese zur Lapita-Kultur gehörenden Menschen hervorragende Seefahrer waren.

### Erste Kontakte mit Europäern
Der Portugiese Jorge de Meneses, der 1526/27 die Nordküste und vorgelagerte Inseln erkundete, gilt als europäischer Entdecker der Insel.
1545 landete der Spanier Íñigo Ortiz de Retez und nannte die Insel „Neuguinea“, weil ihn die Küste an die des afrikanischen Guinea erinnerte, an der er zuvor vorbeigesegelt war.
1623 kartographierte Jan Carstenszoon im Auftrag der Niederländischen Ostindien-Kompanie große Teile der Küste. Seit diesem Zeitpunkt unterhielt die Niederländische Ostindien-Kompanie geschäftliche und machtpolitisch motivierte Kontakte zu der Region und dem Sultanat Tidore.

### Kolonialzeit
Die Niederländer nahmen den Westteil der Insel 1828 in Besitz, während der Ostteil von kolonialen Bestrebungen noch unberührt blieb. 
Bald lieferten sich das Deutsche Reich und das Vereinigte Königreich ein Wettrennen, wer den noch freien Ostteil der Insel zuerst zu eigenem Besitz erklären würde. Der Süden wurde am 6. November 1884 zum „Protektorat“ Britisch-Neuguinea erklärt und am 4. September 1888 annektiert. Das „Protektorat“ wurde nach der Unabhängigkeit Australiens 1902 an Australien übertragen und 1905 in Territorium Papua umbenannt. 
Deutsche Kapitäne und der Ornithologe Otto Finsch hatten an der Nordküste am 3. November 1884 mit der Hissung von Flaggen Fakten geschaffen. Das Deutsche Reich und das Vereinigte Königreich einigten sich 1885, den Ostteil der Insel in der Mitte zu teilen. Der Norden wurde Kaiser-Wilhelms-Land (KWL) genannt und „Schutzgebiet“ der Neuguinea-Kompagnie, einer großen deutschen Kolonialgesellschaft. Das Kaiser-Wilhelms-Land gehörte zum deutschen Kolonialreich. Otto Schellong war ein deutscher Arzt, der als Anthropologe, Ethnologe und Sprachforscher bei den Papua bekannt wurde. Gleich zu Beginn des Ersten Weltkriegs besetzten australische Truppen 1914 das deutsche Gebiet. Nach dem Krieg übergab der Völkerbund das Kaiser-Wilhelms-Land als treuhänderisch zu verwaltendes Mandatsgebiet „Territorium Neuguinea“ an Australien. Das ehemalige Kaiser-Wilhelms-Land wurde gemäß dem Versailler Vertrag von 1919 abgetreten.
Den niederländischen Westteil der Insel (Niederländisch-Indien) wurde 1962 von Indonesien annektiert und bildet heute die Provinzen Papua und Papua Barat.

### Zweiter Weltkrieg

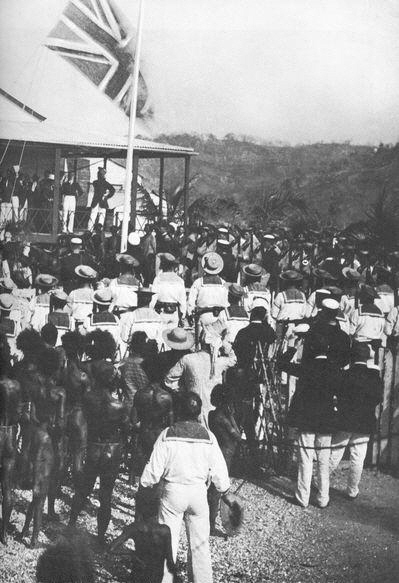
Die britische Flagge wird in Neuguinea gehisst

Im Dezember 1941 eroberten japanische Truppen den Nordteil der Insel und die Zivilverwaltung wurde suspendiert. Die Hauptstadt Port Moresby wurde zeitweise Hauptquartier des US-amerikanischen Generals Douglas MacArthur. Die Kämpfe zwischen Japanern und Alliierten dauerten drei Jahre und verliefen an einigen Orten sehr erbittert. An vielen Küstenorten liegen immer noch gesunkene Kriegsschiffe aus jener Zeit.

### Australisch verwaltetes Treuhandgebiet
Seit dem Jahr 1949 erfolgte die gemeinsame australische Verwaltung der Kolonie Papua und des in das Treuhandsystem der Vereinten Nationen überführten Territoriums Neu-Guinea als Territorium Papua und Neuguinea in Port Moresby.
Am 27. Februar 1963 wurde das passive Frauenwahlrecht eingeführt, am 15. Februar 1964 sodann das aktive Frauenwahlrecht. Diese Rechte wurden bei der Unabhängigkeit 1975 bestätigt.

### Unabhängigkeit
1972 wurden Wahlen abgehalten und die Bevölkerung stimmte für die Unabhängigkeit. Im Dezember 1973 wurde Papua-Neuguinea autonom und erhielt am 16. September 1975 die volle Souveränität. Das Nationalitätszeichen des Landes lautet PNG, was auch als gebräuchliches Akronym für Papua-Neuguinea verwendet wird.

Das Land wechselte häufig seine Premierminister – zu nennen wären vor allem Michael Somare und Julius Chan. Unter der Regierung Chans kam es 1989 zu einem blutigen Bürgerkrieg auf der Insel Bougainville, dem längsten und opferreichsten des Südpazifiks seit dem Zweiten Weltkrieg. Er konnte erst 1997 unter dem Eindruck der Sandline-Affäre – dem Versuch der Regierung Chan, den Konflikt mithilfe eines Söldnerunternehmens militärisch zu lösen – beigelegt werden. Am 26. Januar 2012 scheiterte mit der Meuterei der Streitkräfte von Papua-Neuguinea ein Versuch des ehemaligen Premierministers Michael Somare, mit einem Putsch wieder an die Macht zu gelangen.
Vom 18. auf den 19. September 1994 kam es zu heftigen Vulkanausbrüchen auf der Insel Neubritannien, die die Stadt Rabaul fast gänzlich zerstörten.

## Politik

### Politisches System
Papua-Neuguinea ist seit der Unabhängigkeit Mitglied des Commonwealth of Nations. Das offizielle Staatsoberhaupt ist Charles III. in seiner Rolle als König von Papua-Neuguinea. Er wird im Land von einem Generalgouverneur vertreten.
In der Hauptstadt Port Moresby befindet sich das 118 Abgeordnete umfassende Nationalparlament Papua-Neuguineas, das alle fünf Jahre gewählt wird.
Seit 2005 hat Bougainville den Status einer „Autonomen Region“ mit besonderen Rechten. In einem Unabhängigkeitsreferendum Ende 2019 stimmten dessen wahlberechtigte Bewohner mit großer Mehrheit für die Unabhängigkeit von Papua-Neuguinea.

### Politische Indizes
| Name des Index                     | Indexwert    | Weltweiter Rang | Interpretationshilfe | Jahr |
| ---------------------------------- | ------------ | --------------- | --- | ---- |
| Fragile States Index               | 78,8 von 120 | 54 von 179      | Stabilität des Landes: erhöhte Warnung 0 = sehr nachhaltig / 120 = sehr alarmierend Rang: 1 = fragilstes Land / 179 = stabilstes Land | 2024 |
| Demokratieindex                    | 5,97 von 10  | 73 von 167      | Hybridregime 0 = autoritäres Regime / 10 = vollständige Demokratie                                                                    | 2024 |
| Freedom in the World Index         | 61 von 100   | —               | Freiheitsstatus: teilweise frei 0 = unfrei / 100 = frei                                                                               | 2024 |
| Rangliste der Pressefreiheit       | 58,4 von 100 | 78 von 180      | Erkennbare Probleme für die Pressefreiheit 100 = gute Lage / 0 = sehr ernste Lage                                                     | 2025 |
| Korruptionswahrnehmungsindex (CPI) | 31 von 100   | 127 von 181     | 0 = sehr korrupt / 100 = sehr sauber                                                                                                  | 2024 |

### Sicherheitslage und Polizei
Das deutsche Auswärtige Amt beobachtet, dass es in Port Moresby, Lae, Mount Hagen und den Hochlandprovinzen öfters zu Unruhen und Auseinandersetzungen zwischen rivalisierenden Clans kommt. In diesen Gegenden sei auch die Kriminalität, insbesondere brutale Raubüberfälle, besonders hoch.
Die Royal Papua New Guinea Constabulary (RPNGC) mit rund 4500 Polizisten ist die nationale Polizeibehörde mit Zuständigkeit für ganz Papua-Neuguinea. Der Hauptsitz befindet sich in Konedobu, einem Vorort von Port Moresby im National Capital District. Polizeipräsident ist seit 2019 David Manning, wobei mehrere stellvertretende Polizeipräsidenten für organisatorische Aufgaben und Regionen zuständig sind. Die RPNGC wird unterstützt von der Community Auxiliary Police, freiwilligen Kräften, die bei der Polizeiarbeit in ländlichen Gemeinden helfen.
Die RPNGC wurde aus zwei Vorgängerorganisationen gebildet, die vor der Unabhängigkeit Papua-Neuguineas bestanden. Die Royal Papuan Constabulary, die ursprünglich von der australischen Kolonialverwaltung im Rahmen des Aufbaus von Papua im späten 19. Jahrhundert gegründet wurde, und die New Guinea Police Force, die das ehemalige Deutsch-Neuguinea und Britisch-Neuguinea abdeckte und ebenfalls von Australien gegründet wurde, zunächst während des Ersten Weltkriegs und dann als Teil des Völkerbundsmandats von 1920 formalisiert wurde.
Laut deutschem Auswärtigem Amt kann es zu situativer Korruption von Polizeibeamten kommen. Vor allem gegenüber Gefangenen verletzen Polizeibeamte regelmäßig grundlegende Menschenrechte.

### Militär
Seit 1973 verfügt das Land mit der Papua New Guinea Defence Force über eine eigene Armee mit 3000 (Stand 2020) aktiven Soldaten. Die Papua New Guinea Defence Force leidet unter prekären Finanzierungsbedingungen, die mangelnde Ausrüstung und Ausbildung zur Folge haben.

### Menschenrechte
Die Lage der Menschenrechte in Papua-Neuguinea gilt als äußerst kritisch. So berichtet die Organisation Amnesty International in ihrem Jahresbericht 2011, dass körperliche Misshandlungen in den Gefängnissen des Landes „an der Tagesordnung“ seien. Inhaftierte Frauen würden zudem häufig sexuell missbraucht. In Papua-Neuguinea werden (Stand 2022) regelmäßig Frauen der Hexerei beschuldigt, verfolgt und ermordet. Bis 2013 konnte „Hexerei“ von Rechts wegen bestraft werden. Täter, die Übergriffe auf Frauen damit rechtfertigten, sie seien von diesen „verhext“ worden, konnten damit rechnen, von der Justiz des Landes mildernde Umstände zuerkannt zu bekommen.  Einheimische Organisationen wie Stop Sorcery Violence von Monica Paulus versuchen Frauen vor der Modernen Hexenverfolgung zu retten.

### Pressefreiheit
Traditionell gehören Medien in Papua-Neuguinea zu den unabhängigsten in Ozeanien, amerikanische Beobachter von Freedom House sehen dieses System aber erodieren. Dies begann 2013 mit dem Rückzug der Australian Associated Press (AAP), der das Mediensystem nachhaltig geschwächt hat. Seitdem geraten regierungskritische Blogger unter Druck, wie auch Menschenrechtsgruppen und Journalisten, die etwa auf die Zustände im australisch finanzierten Flüchtlingslager auf Manus Island aufmerksam machen.
Die Nichtregierungsorganisation Reporter ohne Grenzen sieht in Papua-Neuguinea erkennbare Probleme für die Pressefreiheit. So wurde bekannt, dass investigative Journalisten bei Recherchen zu Korruptionsfällen massiv bedroht wurden. Als die Polizei 2017 auf friedlich demonstrierende Studenten feuerte, versuchte sie gewaltsam, die Berichterstattung zu unterbinden. Dies passt in das Bild, dass Journalisten in Papua-Neuguinea bei kritischer Berichterstattung Polizeigewalt fürchten müssen, sobald das staatliche Gewaltmonopol und die Interessen der politischen und wirtschaftlichen Elite bedroht sind. Appelle der Medien an die Politik, die Situation zu verbessern, verhallen.
Nach der Definition von Beobachtern verfügt Papua-Neuguinea über ein sogenanntes defizitäres Mediensystem, wie es für Transformationsstaaten typisch ist und das Parallelen – Einschüchterung durch Eliten, Intransparenz und Selbstzensur – zu vielen osteuropäischen Ländern aufweist.

## Wirtschaft
Das Bruttoinlandsprodukt wurde 2023 auf 31 Milliarden USD geschätzt, das entspricht pro Einwohner 2518 USD. Die Wertpapierbörse des Landes befindet sich in der Hauptstadt des Landes und heißt Port Moresby Stock Exchange.
| Jahr                                    | 2010   | 2015  | 2016  | 2017  | 2018   | 2019  | 2020   | 2021   | 2022  | 2023  |
| --------------------------------------- | ------ | ----- | ----- | ----- | ------ | ----- | ------ | ------ | ----- | ----- |
| BIP in Mrd. USD (Kaufkraftparität)      | 19,3   | 27,9  | 29,7  | 31,3  | 31,9   | 33,9  | 33,3   | 34,5   | 38,9  | 41,5  |
| BIP pro Kopf in USD (Kaufkraftparität)  | 2.868  | 3.168 | 3.214 | 3.227 | 3.136  | 3.173 | 2.966  | 2.931  | 3.234 | 3.376 |
| BIP-Wachstum (real)                     | 10,1 % | 6,6 % | 5,5 % | 3,5 % | −0,3 % | 4,5 % | −3,2 % | −0,8 % | 5,2 % | 2,9 % |
| Inflation (in Prozent)                  | 5,1 %  | 6,0 % | 6,7 % | 5,4 % | 4,4 %  | 3,9 % | 4,9 %  | 4,5 %  | 5,3 % | 2,3 % |
| Staatsverschuldung (in Prozent des BIP) | 17 %   | 30 %  | 34 %  | 32 %  | 37 %   | 41 %  | 49 %   | 53 %   | 48 %  | 52 %  |

### Landwirtschaft
Traditionell ist der landwirtschaftliche informelle Sektor Papua-Neuguineas sehr stark ausgeprägt. 73,7 % der Bevölkerung finden dort, auch aufgrund hoher Arbeitslosigkeit, ihr Auskommen. Ein erheblicher Teil der landwirtschaftlichen Tätigkeit beschränkt sich auf Subsistenzwirtschaft. Der Anteil der Landwirtschaft am Bruttoinlandsprodukt (BIP) beträgt demnach auch nur 26 %, während die Industrie 42 % und der Dienstleistungssektor 32 % erwirtschaften.
Im formellen Sektor dominiert der primäre Sektor: Bergbau, Plantagenwirtschaft (Kaffee, Kopra, Kakao und Palmöl) sowie die Holzindustrie. Papua-Neuguinea hat noch auf weiten Flächen unerschlossene Wälder. Weitgehend ist das Land daher von im Rohstoffbereich oft stark schwankenden Weltmarktpreisen abhängig, da die Verarbeitung meist im Ausland stattfindet.

### Währung
Zur Stabilisierung der internen Wirtschaftskreisläufe wird seit 2002 der Gebrauch des traditionellen Muschelgeldes der Tolai als Komplementärwährung offiziell gefördert. Im Februar 2002 wurde in der Nähe von Rabaul auf der Insel Neubritannien die weltweit erste Muschel-Bank eröffnet. Die Tolai Exchange Bank wechselt das Muschelgeld in harte Währung, den Kina. Der aktuelle Wechselkurs beträgt vier Kina für ein fathom (eine Kette mit Muscheln). Allein auf der Gazelle-Halbinsel schätzt man einen Umlauf an Muschelgeld in Höhe von acht Millionen Kina.

### Außenhandel
Der Außenhandel ist durch einen hohen Exportüberschuss geprägt: Während 2001 für 4,655 Milliarden Euro Waren exportiert wurden, beliefen sich die Importe auf 808 Millionen Euro. Hauptexportgüter sind Gold (35 %), Erdöl (31 %), LNG (8,3 Mt, das sind 2,2 % der Weltfördermenge), Kupfer (11 %) und Kaffee (5 %). Importiert werden vor allem Maschinen, Transportausrüstungen und Industriegüter.
Papua-Neuguinea ist Mitglied der International Cocoa Organization.

### Staatshaushalt
Der Staatshaushalt umfasste 2016 Ausgaben von umgerechnet 4,295 Milliarden US-Dollar, dem standen Einnahmen von umgerechnet 3,169 Milliarden US-Dollar gegenüber. Daraus ergibt sich ein Haushaltsdefizit in Höhe von 5,6 % des BIP.
Die Staatsverschuldung betrug 2016 6,7 Milliarden US-Dollar oder 33,4 % des BIP.
2020 betrug der Anteil der Staatsausgaben (in % des BIP) folgender Bereiche:
- Bildung: 1,4 %
- Gesundheit: 2,5 %
- Militär: 0,3 % (2023)

Insbesondere die ehemalige Kolonialmacht Australien unterstützte den Staatshaushalt Papua-Neuguineas massiv im Rahmen der Budgethilfe. Diese Zahlungen machten einen erheblichen Teil der Staatseinnahmen aus. Die mangelnde Transparenz in den Haushaltsprozeduren führte in den 1990er Jahren dazu, dass die ungebundenen Budgetzuschüsse in reine Projekthilfe umgewandelt wurden. Der letzte Haushaltszuschuss erfolgte im australischen Fiskaljahr 1998/99.

### Tourismus
Trotz zahlreicher Sehenswürdigkeiten, wie etwa dem Kokoda Track, und einer äußerst vielfältigen und abwechslungsreichen Landschaft ist der Tourismus in Papua-Neuguinea bisher nur gering ausgeprägt. Jährlich besuchen etwa 70.000 Personen Papua-Neuguinea. Reisen in bestimmte Gebiete gelten als sehr gefährlich. Das Auswärtige Amt empfiehlt besondere Vorsicht aufgrund der sehr hohen Kriminalitätsrate unter anderem bei Aufenthalten in Port Moresby, in Lae, im Hochland, in Mount Hagen und auf der Insel Bougainville.

## Verkehr

### Straßennetz
Das Straßennetz erreicht nur einen Teil der Bevölkerung. Neben Strecken in Küstengebieten führt eine zweispurige Straße von Lae und Madang aus in das Hochland und bindet so Kainantu, Goroka, und Mount Hagen an den Rest des Landes an. Die Hauptstadt Port Moresby und die Sepik-Städte Wewak und Vanimo sind über Land nicht mit dem Rest des Landes verbunden. Von 19.600 Kilometern Straße sind 600 Kilometer asphaltiert.

### Luftverkehr
Da das Flugzeug ein wichtiges Transportmittel ist, gibt es neben dem modernisierten internationalen Flughafen Port Moresby 472 weitere kleinere Flugplätze und Landepisten. Die nationale Fluggesellschaft Air Niugini fliegt Flughäfen im Inland sowie asiatische und ozeanische Länder an.

### Schifffahrt
Zu den 16 größten Häfen zählen die Überseehäfen Port Moresby, Lae, Madang und Rabaul. Auf dem Wasserweg werden Handelsgüter und Personen transportiert. In Papua-Neuguinea legen gelegentlich Kreuzfahrtschiffe an. Seit Jahrtausenden wird die in Papua-Neuguinea beheimatete Seefahrt bewundert. Der Ruf der Polynesier als hervorragende Segler liegt unter anderem in der Technik ihrer Proa-Boote begründet.

## Kultur

### Musik
Der Popmusiksänger George Telek (* 1959) und der Rapper O-Shen (* 1978) sind über die Landesgrenzen hinaus bekannt.

### Medien
Seit der Unabhängigkeit Papua-Neuguineas 1975 wuchs die Medienlandschaft stark. 1975 sendete ein Rundfunknetzwerk (NBC) und es erschien eine Zeitung; Fernsehsender gab es keine und an den Universitäten fand keine Journalistenausbildung statt. Im Jahr 2002 erschienen die zwei konkurrierenden englischsprachigen Tageszeitungen Papua New Guinea Post-Courier und The National.
Die National Broadcasting Corporation (NBC) ist Papua-Neuguineas staatlicher Rundfunk mit Sitz in Boroko (Port Moresby) und Studios im ganzen Land. Produziert werden die Hörfunkprogramme NBC Radio und The Tribe sowie der Fernsehkanal NBC TV (vormals Kundu 2). Daneben sendet seit 1987 der kommerzielle Anbieter EM TV (Fiji Television) landesweit terrestrisch. Weitere Anbieter sind Digicel PNG und Click TV PNG.
Im Jahr 2021 nutzten 25,7 Prozent der Einwohner Papua-Neuguineas das Internet.

### Sport

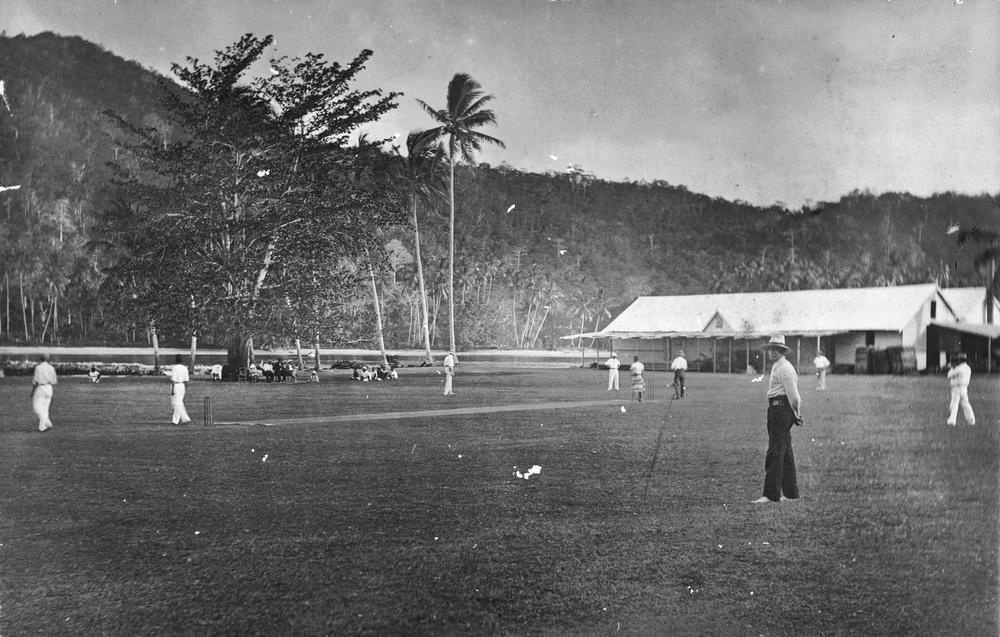
Cricketspiel auf der Insel Kwato, Papua-Neuguinea, ca. 1905

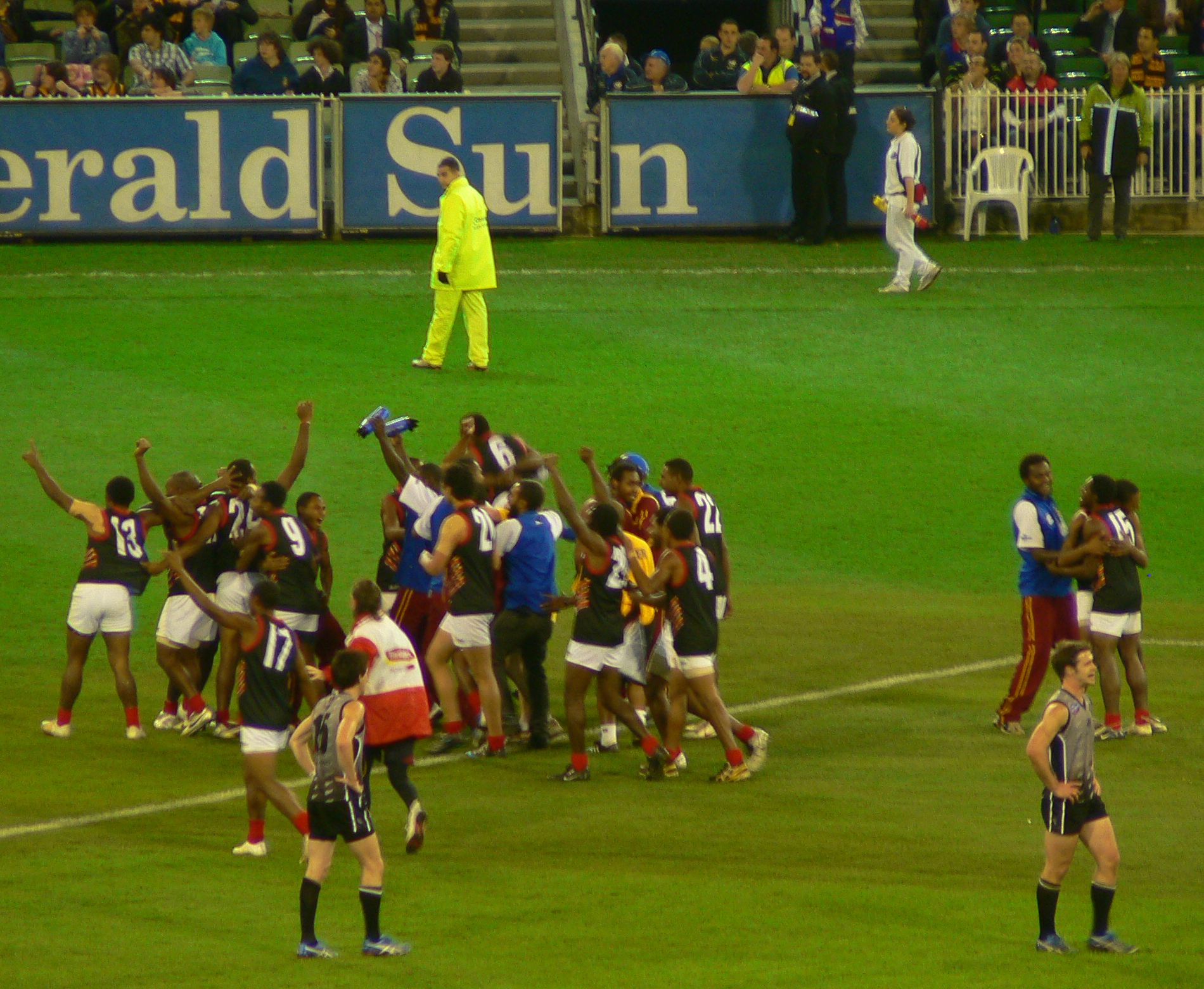
Papua-Neuguineas Spieler feiern den Sieg über Neuseeland im Finale des Australian Football International Cup 2008

Sport ist ein wichtiger Bestandteil der papua-neuguineischen Kultur und die Sportkultur des Inselstaates wurde vor allem von den ehemaligen Kolonialmächten, dem Vereinigten Königreich und später Australien geprägt. Rugby League ist bei weitem die beliebteste Sportart und gilt als Nationalsport des Inselstaates. In einer Nation, in der Gemeinschaften weit entfernt voneinander leben und viele Menschen nur ein Existenzminimum haben, gilt Rugby League – als mögliche Erklärung für den Spielenthusiasmus – als Ersatz für Stammeskriege (in denen es um Leben und Tod ging). Viele Papua-Neuguineer erlangten Bekanntheit, nachdem sie ihr Land international vertraten oder in einer professionellen Liga in Übersee spielten. Selbst australische Rugby-League-Spieler, die in der jährlichen State of Origin spielen, das in Papua-Neuguinea andächtig verfolgt wird, zählen zu den bekanntesten Menschen in Papua-Neuguinea. Die State of Origin ist für die meisten Papua-Neuguineer der Höhepunkt des Jahres, obwohl die Unterstützung so leidenschaftlich ist, dass viele Menschen im Laufe der Jahre bei gewaltsamen Zusammenstößen ums Leben kamen, während sie ihre Mannschaft unterstützten. Die papua-neuguineische Rugby-League-Nationalmannschaft spielt jährlich gegen die australische Prime Minister’s XIII (eine Auswahlmannschaft nationaler Rugby-League-Spieler), für gewöhnlich in Port Moresby.
Obwohl nicht so beliebt, ist Australian Football aus einem anderen Grund wichtig für Papua-Neuguinea, da die Nationalmannschaft den zweiten Platz der Rangliste nach Australien bekleidet. Andere beliebte Sportarten in Papua-Neuguinea sind Fußball, Rugby Union, Basketball und, im östlichen Papua, Cricket. Am 26. April 2019 erlangte die Papua-neuguineische Cricket-Nationalmannschaft den ODI-Status zurück. Im Oktober 2019 qualifizierte sich Papua-Neuguinea für den ICC Men’s T20 World Cup 2021, nachdem man Gruppe A bei der ICC Men’s T20 World Cup Qualifier 2019 aufgrund einer besseren Net Run Rate gegenüber den Niederlanden gewann. Dies war erste Mal, dass es Papua-Neuguinea gelang, sich für ein Turnier in einer der Cricketformen zu qualifizieren. Bei dem auf das Jahr 2021 verschobenen T20 World Cup in Oman und den Vereinigten Arabischen Emiraten verloren sie alle drei Spiele gegen Bangladesch, Oman, Schottland deutlich und schieden so in der Vorrunde aus. Danach gewannen sie die Ostasien/Pazifik-Qualifikation zum T20 World Cup 2024 in den West Indies und den Vereinigten Staaten. Dort war das Team jedoch chancenlos und unterlag den West Indies, Uganda, Afghanistan und Neuseeland jeweils deutlich, womit es abermals nicht über die Vorrunde hinauskam.
Rugby Union erfreut sich wachsender Beliebtheit in Papua-Neuguinea, die Nationalmannschaft spielte bisher jedoch nur gegen „kleinere“ Nationalmannschaften und qualifizierte sich noch nicht für eine Rugby-Union-Weltmeisterschaft. Dagegen gelang die Qualifikation für die Junior World Rugby Trophy 2009 und 2010.
Die Hauptstadt Port Moresby war Gastgeber der Südpazifikspiele 1969, der Südpazifikspiele 1991 und der Pazifikspiele 2015.
Der Verband Special Olympics Papua-Neuguinea wurde 2012 gegründet und nimmt seitdem an Special-Olympics-Weltspielen teil.